# Walter Lentaigne

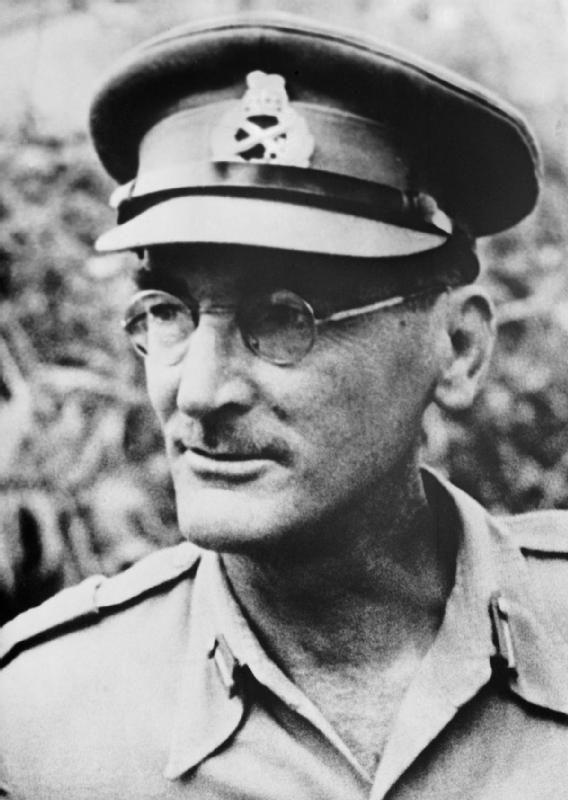
Walter Lentaigne

Walter David Alexander „Joe“ Lentaigne, CB, CBE, DSO (* 15. Juli 1899; † 24. Juni 1955 in London) war ein britischer Offizier und zuletzt Generalmajor der Britisch-Indischen Armee, der während des Zweiten Weltkrieges Kommandeur der 3. Indischen Division (3rd Indian Division), der sogenannten „Chindits“, mit denen er auf dem Kriegsschauplatz China-Burma-Indien zum Einsatz kam. Nach der Unabhängigkeit Indiens vom Vereinigten Königreich war er zwischen 1948 und 1955 zweiter Kommandant des Defence Services Staff College, der Generalstabsschule der Streitkräfte Indiens. Er war einer der wenigen Briten, die sich nach der Unabhängigkeit Indiens für einen Eintritt in die Streitkräfte Indiens entschied.

## Leben

### Ausbildung und Verwendungen als Offizier der Britisch-Indischen Armee und Zweiter Weltkrieg
Walter David Alexander „Joe“ Lentaigne wuchs zunächst in Burma, damals Teil Britisch-Indiens auf, wo sein aus Irland stammender Vater Benjamin Plunkett Lentaigne (1865–1941) Richter am Burma High Court war. Er besuchte The Oratory School in Woodcote und wurde im Oktober 1918 als Second Lieutenant in das Infanterieregiment 4th Gorkha Rifles der Britisch-Indischen Armee übernommen. Danach folgten zahlreiche Verwendungen als Offizier und Stabsoffizier sowie Einsätze im Dritten Anglo-Afghanischen Krieg (6. Mai bis 8. August 1919) und späteren jahrelangen Konflikten in der North West Frontier. Er war zwischen 1935 und 1936 Absolvent des Staff College Camberley, an dem neben seinem früheren Sandhurst-Kommilitonen Geoffrey Bourne nunmehr Eric Bols, John Yeldham Whitfield, Robert Arkwright, Lewis Lyne, Freddie de Guingand, Stephen Shoosmith, Charles Keightley, Roger Bower, Horatius Murray, Terence Airey und Gerald Lloyd-Verney zu seinen Jahrgangskameraden gehörten.
Nachdem ihm der lokale Rang als Local Lieutenant-Colonel verliehen wurde, war er zu Beginn des Zweiten Weltkrieges vom 1. Dezember 1940 bis zum 17. Juli 1941 zunächst Instrukteur am Staff College Quetta. In den darauf folgenden Kriegsjahren befand er sich im Einsatz auf dem Kriegsschauplatz China-Burma-Indien und war nach der Verleihung des kommissarischen Rangs als Acting Lieutenant-Colonel vom 19. Juli 1941 bis zum 5. August 1942 Kommandeur des 1. Bataillons der nunmehrigen 4th Prince of Wales’s Own Gurkha Rifles, wobei er dort am 19. Oktober 1941 auch den zeitlich befristeten Dienstgrad als Temporary Lieutenant-Colonel erhielt. Nachdem er am 6. August 1942 die kommissarischen Ränge als Acting Colonel sowie zugleich als Acting Brigadier verliehen bekam, war er bis zum 30. März 1944 Kommandeur der im Burmafeldzug operierenden 111. Indischen Brigade (Commanding Officer, 111th Indian Brigade). Für seine militärischen Verdienste wurde er 1942 zum Companion des Distinguished Service Order (DSO) ernannt. Darüber hinaus erhielt er am 6. Februar 1943 sowohl den kriegsdienstbezogenen Rang als War Substantive Lieutenant-Colonel als auch die zeitlich befristeten Dienstgrade als Temporary Colonel und Temporary Brigadier.
Joe Lentaigne wurde als Nachfolger von Generalmajor Orde Wingate am 27. März 1944 zunächst kommissarischer Kommandeur und nach dem Erhalt des kommissarischen Rangs als Acting Major-General am 30. März 1944 Kommandeur der 3. Indischen Division (General Officer Commanding, 3rd Indian Division), der sogenannten „Chindits“. Dieses Kommando hatte er bis zur Auflösung der Einheit am 10. März 1945 inne. Während dieser Zeit kamen die „Chindits“ in den Kampfhandlungen gegen die japanische Operation U-gō (März 1944 bis Juni 1944) zum Einsatz. Die am 8. März 1944 begonnene Offensive fand in den nordöstlichen indischen Regionen Manipur und in den Naga Hills (Teil der Provinz Assam) statt. Ziel war es, die dort laufenden alliierten Versorgungswege aus Britisch-Indien abzuschneiden, welche die alliierten Streitkräfte in Assam versorgten und Nachschub nach China brachten. Die Offensive gipfelte in einer Doppelschlacht (Schlacht um Imphal und Schlacht um Kohima), wo die Japaner und die mit Japan verbündete Indische Nationalarmee bis Ende Juni unter schweren Verlusten zurückgeschlagen wurden. Der Anmarsch und die Kämpfe fanden großteils im schwer zugänglichen Dschungelgebiet von Nordburma statt. Als Kommandeur der 3. Indischen Division wurde er am 1. Oktober 1944 zum Lieutenant-Colonel befördert und 1945 zum Commander des Order of the British Empire (CBE) ernannt. Er war zuletzt vom 11. März 1945 bis Februar 1946 Kommandeur der 39. Indischen Infanteriedivision (39th Indian Infantry Division) und erhielt als solcher am 30. März 1945 sowohl den kriegsdienstbezogenen Rang als War Substantive Colonel als auch den zeitlich befristeten Dienstgrad als Temporary Major-General.

### Generalmajor in den Streitkräften Indiens

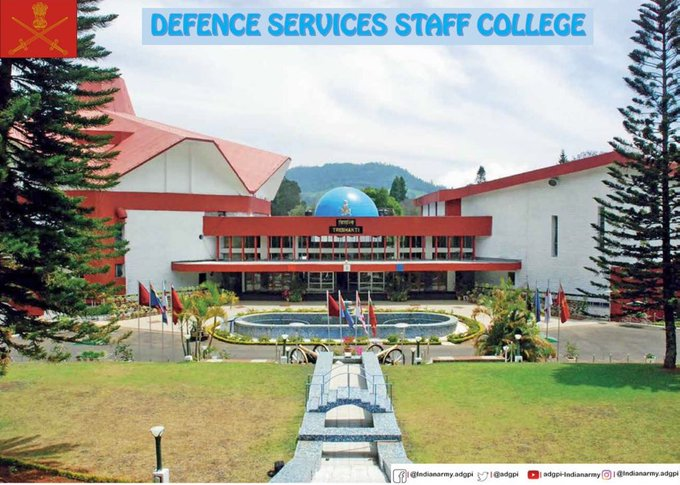
Nach der Unabhängigkeit Indiens vom Vereinigten Königreich war Lentaigne zwischen 1948 und 1955 zweiter Kommandant des Defence Services Staff College, der Generalstabsschule der Streitkräfte Indiens.

Nach der Unabhängigkeit Indiens gehörte Walter Lentaigne neben Generalleutnant Sir Rob Lockhart, Generalleutnant Sir Dudley Russell, Generalmajor Harold Williams und dem späteren Generalleutnant T. B. Henderson Brooks zu den wenigen britischen Offizieren, die sich für einen Eintritt in die Streitkräfte Indiens entschieden. Er wurde 1947 zum Companion des Order of the Bath (CB) ernannt und war im Hauptquartier des indischen Heeres (Bharatiya Thalsena) 1947 erst Direktor für militärische Operationen (Director of Military Operations, Army Headquarters India) sowie danach stellvertretender Generalquartiermeister (Deputy Quartermaster-General, Army Headquarters India).
Im Februar 1948 wurde Generalmajor Lentaigne schließlich als Nachfolger von Brigadier S. D. Verma zweiter Kommandant des Defence Services Staff College, der Generalstabsschule der Streitkräfte Indiens. Diesen Posten bekleidete er bis zu seinem Eintritt in den Ruhestand 1955 und wurde daraufhin von Generalmajor P. S. Gyani abgelöst. Er verstarb kurz nach seiner Rückkehr nach Großbritannien.
Walter David Alexander „Joe“ Lentaigne war zwei Mal verheiratet. In erster Ehe heiratete er 1928 Suzanne Catherine Marsden. Am 3. Februar 1948 heiratete er in zweiter Ehe Hermione Constance Lascelles (1917–1968), jüngste Tochter von Sir Alfred George Lascelles (1857–1952), der zwischen 1911 und 1914 als Chief Justice of Ceylon Präsident des Obersten Gerichts von Ceylon war, und Isabel Carteret Thynne (1876–1965). Aus dieser Ehe ging der Sohn Alexander John Lentaigne (1948–2009) hervor.

## Hintergrundliteratur
- Richard Doherty: Ireland’s Generals in the Second World War, Four Courts Press, 2004 ISBN 978-1-8518-2-8654
- Nick Smart: Biographical Dictionary of British Generals of the Second World War. Pen & Sword, Barnesley 2005, ISBN 1-844-1-5049-6.
- Richard Mead: Churchill’s Lions. A biographical guide to the key British generals of World War II, Spellmount, Stroud 2007, ISBN 978-1-86227-431-0.